# Božići, Kozarska Dubica
Božići so naselje v občini Kozarska Dubica, Bosna in Hercegovina. 

## Deli naselja
Božići, Duboki Potok, Hadžići, Kovačići, Ličani, Petkovići, Prnjavor, Radmanovići in Trbojevići. 

## Prebivalstvo
| Pregled števila prebivalcev po letih | Pregled števila prebivalcev po letih | Pregled števila prebivalcev po letih | Pregled števila prebivalcev po letih | Pregled števila prebivalcev po letih | Pregled števila prebivalcev po letih |
| ------------------------------------ | ------------------------------------ | ------------------------------------ | ------------------------------------ | ------------------------------------ | ------------------------------------ |
| 1948                                 | 1953                                 | 1961                                 | 1971                                 | 1981                                 | 1991                                 |
| -                                    | -                                    | -                                    | 394                                  | 406                                  | 414                                  |

| Narodna sestava prebivalstva po letih                                                                                        | Narodna sestava prebivalstva po letih                                                                                         | Narodna sestava prebivalstva po letih                                                                                        |
| --- | --- | --- |
| 1971 | 1981 | 1991 |
| . skupaj: 394 Srbi 365 (92,63 %) Muslimani 15 (3,80 %) Hrvati 14 (3,55 %) Jugoslovani 0 (0,00 %) drugi in neznano 0 (0,00 %) | . skupaj: 406 Srbi 344 (84,72 %) Muslimani 27 (6,65 %) Hrvati 6 (1,47 %) Jugoslovani 14 (3,44 %) drugi in neznano 15 (3,69 %) | . skupaj: 414 Srbi 349 (84,29 %) Muslimani 44 (10,62 %) Hrvati 6 (1,44 %) Jugoslovani 8 (1,93 %) drugi in neznano 7 (1,69 %) |